# Zhu Qizhen

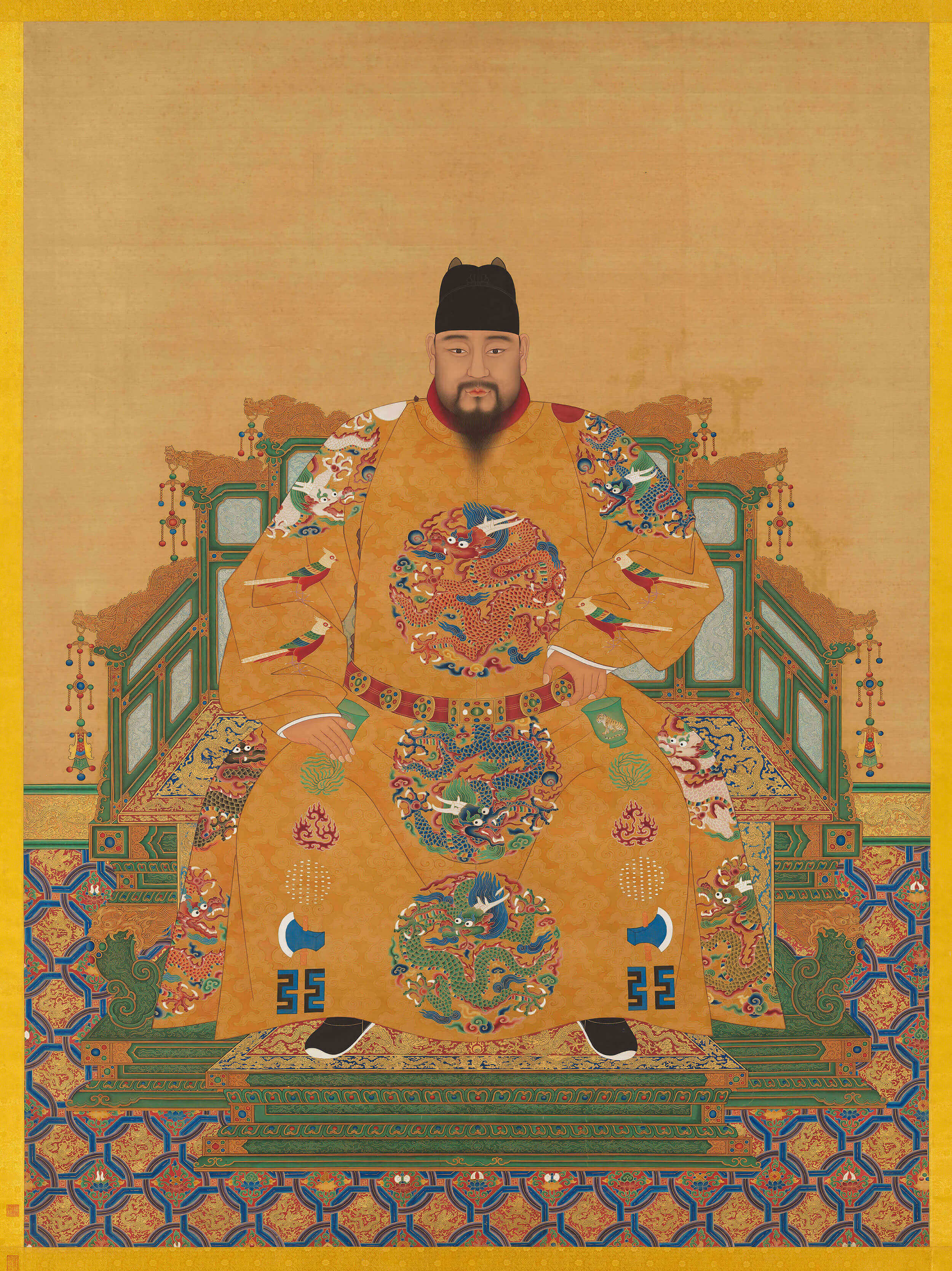
Zhengtong

Zhengtong (正統, Pekín, 1427-id. 1464) es el primer nombre como emperador (1435-1449) de Zhu Qizhen (朱祁鎭), sexto emperador de la dinastía Ming. Hijo de Xuande, accedió al trono con 8 años, siendo el eunuco Wang Zhen quien se ocupaba de los asuntos de Estado durante sus primeros años. Tras la batalla de Tumu, al noroeste de la frontera mongola, en 1449 el emperador fue capturado por los mongoles.
Liberado un año después, fue recluido en la residencia por su hermano Zhu Qiyu, quien se había proclamado emperador con el nombre de Jingtai.
Tras la muerte de su hermano, Zhu Qizhen volvió al poder bajo el nombre de Tianshun (天順, segundo reinado 1457-1464). Su hijo Chenghua le sucedió en el trono.
| Predecesor: Xuande  | Emperador de China 1435-1449 | Sucesor: Jingtai  |
| Predecesor: Jingtai | Emperador de China 1457-1464 | Sucesor: Chenghua |

- Datos: Q9983
- Multimedia: Zhengtong Emperor / Q9983